# Веснівка (хор)
«Веснівка» — аматорський жіночих хор української діаспори Канади, створений у 1965 році Квіткою-Галиною Зорич-Кондрацькою. Виконує церковно-літургійні, українські, міжнародні класичні, сучасні авторські твори, композиції в аранжуванні українських, американських композиторів, обробки народних пісень.

## Історія
Хор організований у 1965 році Галиною-Квіткою Зорич-Кондрацькою при курсах українознавства школи Святого Миколая міста Торонто. Перші виступи «Веснівка» давала в українській католицькій церкві Святого Миколая у Торонто.

## Репертуар
«Веснівка» має у своєму репертуарі твори українських класиків Дмитра Бортнянського, Станіслава Людкевича, Євгена Козака, Філарета Колесси, Миколи Колесси, європейської класики, популярні твори українських авторів Германа Жуковського, Івана Сльоти, Анатолія Коломійця, Юдіф Рожавської, Володимира Івасюка, Тараса Петриненка, Віктора Камінського, пісні січових стрільців, УПА. Творчість композиторів діаспори представлена у репертуарі хору іменами Лариси Кузьменко, Зої Маркович, Богдана Весоловського, Андрія Гнатишина, Зіновія Лавришина.
Хор випустив 4 платівки та численні компакт-диски.

## Концертна діяльність
За 50 років творчої діяльності «Веснівка» виконала близько 900 творів, був завершений новий проект «Vesnivka» choral music e-library», кошти для якого ($17.000) колектив виграв на конкурсі «Ukrainian Dragons Den», що проводився під час 24-го Конґресу Українців Канади восени 2013 року. Усі пісні колективу за його півстолітню історію викладені в електронній біблітеці (www.vesnivka.com/e-library), користуватись якою можна безкоштовно і де до кожної пісні є ноти, слова, мелодія та коментар, а також посилання на сторінки з інформацією про композиторів та авторів. У 2019 в ній було 70 пісень, і періодично додаються нові. Вагомою є і дискографія хору, видано альбоми – «Hahilky!», «Весняночка-паняночка», «Vesnivka Choir» (1996), «Ukrainian Christmas Carols» (1998), «Rejoice» (2005), «Щедрівочка щедрувала» (2011), «Vesolowskyj – Popular Songs» (2012), «50 Seasons of Song» (2015) та ін.

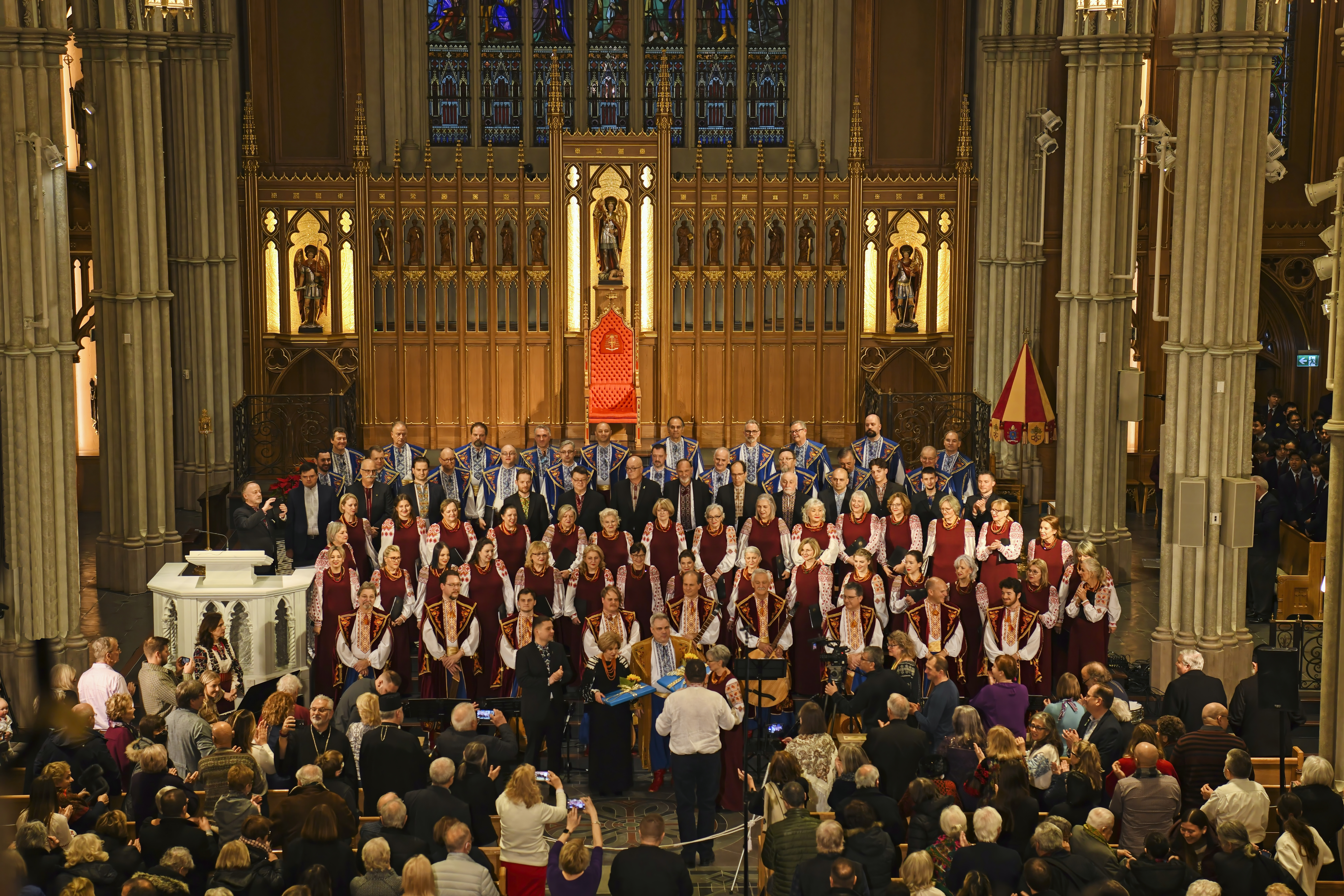
Концерт “Разом Колядуймо. Перше Різдво далеко від Батьківщини“ у виконанні хору "Веснівка", Українського чоловічого камерного хору разом з Українською Капелею Бандуристів Північної Америки і St. Michael’s Choir School 22 січня 2023 у St. Michael’s Cathedral Basilica

Хор щороку організовує концерти в Торонто, бере участь у різних фестивалях, громадських заходах та релігійних святкуваннях не тільки у Канаді, але й гастролює країнами, де мешкає українська громада. В доробку «Веснівки» концертні тури країнами Європи та Південної Америки, зокрема: Англії (1981), Німеччині (1983), Австрії (1983, 2000), Аргентині, Бразилії (1986), Нідерландах (1996), Іспанії (2003), Польщі (2007), Португалії (2010). Тричі хор виступав у Римі – на посвяченні собору св. Софії в 1969 p., на 60-річчі єпископських свячень і 85-річчі патріарха Йосифа в 1977 p. та святі 1000-річчя хрещення України-Руси в 1988 року. Виступав з відомими у світі хорами «Гомін» (м. Манчестер, Велика Британія), «Думка» (Нью-Йорк), «Візантійським хором» (м. Утрехт, Нідерланди), «Журавлі» (Польща), танцювальним ансамблем «Орлик» (м. Манчестер). Зі збірним «Хором Тисячоліття» з Великої Британії 1988 брав участь у святкуванні 1000-ліття хрещення України-Руси в Лондоні та Ватикані.
Під час гастрольного туру Україною в 1991 році хор побував з виступами в Києві, Черкасах, Вінниці, Тернополі, Івано-Франківську, Львові та відвідав багато інших міст України. У 2014 році, в рамках святкування свого 50-річчя, «Веснівки» знову провела концертні тури по Франції, Бельгії та Нідерландах.
Хор неодноразово брав участь у постановці оперети «Коза-дереза» Миколи Лисенка у програмі багатокультурного театру фестивалю у Сент-Лоуренс центрі з нагоди святкувань Міжнародного року дитини
Виступав на відомих світових сценах: Карнеґі-Голл (Нью-Йорк), Роял-Альберт-Голл (Лондон), Папській залі (Рим).

## Нагороди
Хор є переможцем та лавреатом низки музичних конкурсів та фестивалів:
- Перше місце у фольклорній категорії на міжнародному хоровому фестивалі «Llangollen International Musical Eisteddfod» у Лланґоллені, Вельс (1993)[2] «Міст»
- Срібну нагороду на першому олімпійському фестивалі хорового співу в Лінці, Австрія (2000)
- Лавреат Всеканадського хорового конкурсу СіБіСі (1982–1998);
- Перше місце у категорії «народна пісня» фестивалю канадсько-етнічних хорових груп, влаштованому Музичною Асоціяцією «Ківаніс» (1969)
- Перше місце конкурсу національних хорів під егідою «CBC Radio» (1982, 1986, 1990 та 1998)
- Друге місце конкурсу національних хорів під егідою «CBC Radio» (1980)